# U-Roy
U-Roy [jú-rój] (rojen Ewart Beckford; znan tudi kot Začetnik (The Originator), Hugh Roy), jamajški pevec roots rock reggaea in glasbenik, * 21. september 1942, Jones Town, Jamajka, † 17. februar 2021.

## Življenje in delo
Glasbena pot U-Royja se je začela leta 1961, ko je začel delovati kot DJ pri različnih sound systemih in nazadnje delal s Kingom Tubbyjem. Tubby je tedaj eksperimentiral s svojo opremo in bil predhodnik duba. Z U-Royjem kot najizrazitejšim DJ-em je nov zvok Kinga Tubbyja postal nenavadno priljubljen in U-Roy je postal slaven. Leta 1969 je posnel svojo prvo ploščo Dynamic Fashion Way. Nato je deloval z Leejem »Scratchem« Perryjem, Petrom Toshem, producentom Bunnyjem Leejem in Lloydom Daleyjem.
Jamajški pevec John Holt se je leta 1970 navdušil nad U-Royjevo tehniko. U-Royjev sloves je še narasel z delom s producentom Arthurjem »Dukeom« Reidom. Iz tega časa sta najbolj znani pesmi »Wake the Town« in »Wear You to the Ball«.
Prav tako je bil priljubljen v 70. in je do zgodnjih 80. letih 20. stoletja postal eden najbolj znanih otoških reggae glasbenikov. V letu 2000 je izdal album Serious Matter.